# Metro van Tbilisi

Metro Tbilisi

De metro van Tbilisi (Georgisch: თბილისის მეტროპოლიტენი, tbilisis metropoliten) is een openbaarvervoernetwerk in Tbilisi, Georgië. Het eerste deel van het netwerk, lijn 1 tussen Didoebe en Roestaveli (6,3 kilometer), werd geopend in 1966. 
In oktober 2017 werd na ruim 30 jaar het station Staatsuniversiteit (Sakhelmtsipo Universiteti) geopend. De aanleg hiervan startte in 1985 maar werd destijds net als de naastgelegen Vazha-Pshavela halte niet afgerond door gebrek aan geld, het tumult van de val van de Sovjet-Unie en de crisis in de jaren 1990. De tunnelbuis was al wel uitgegraven. Het Vazha-Pshavela station opende alsnog in 2000 gevolgd door de Staatsuniversiteit in 2017. 

## Toekomst
Er zijn verschillende plannen voor uitbreiding, zoals een derde lijn vanaf het Rustaveli station in het centrum naar Vazisubani waar nog in de Sovjet periode voorbereidend werk voor is begonnen. Deze lijn ligt anno 2021 nog steeds in de kast. Een ander voorstel in 2018 is de verlenging van de bestaande Achmeteli-Varketililijn vanaf Varketili naar het vliegveld van Tbilisi.

## Lijnen
Het metrostelsel bestaat uit de volgende twee lijnen:
| #      | Naam                    | Geopend | Lengte  | Stations |
| ------ | ----------------------- | ------- | ------- | -------- |
| 1      | Achmeteli-Varketililijn | 1966    | 19,6 km | 16       |
| 2      | Saboertalolijn          | 1979    | 7,7 km  | 7        |
| Totaal | Totaal                  | Totaal  | 27,3 km | 23       |

### Tijdlijn openstelling
|   | Segment                                      | Geopend           | Lengte  |
| - | -------------------------------------------- | ----------------- | ------- |
| 1 | Didoebe – Roestaveli                         | 11 januari 1966   | 6,3 km  |
| 1 | Roestaveli – Samasi Aragveli                 | 6 november 1967   | 3,5 km  |
| 1 | Samasi Aragveli– Samgori                     | 5 mei 1971        | 2,4 km  |
| 2 | Sadguris Moedani (Centraal Station) - Delisi | 15 september 1979 | 5,5 km  |
| 1 | Samgori - Varketili                          | 8 november 1985   | 1,7 km  |
| 1 | Didoebe – Goeramisjvili                      | 16 november 1985  | 3,4 km  |
| 1 | Goeramisjvili – Achmetelis Teatri            | 7 januari 1989    | 2,3 km  |
| 2 | Delisi – Vazha-Pshavela                      | 2 april 2000      | 1,2 km  |
| 2 | Vazha-Pshavela – Sakhelmtsipo Universiteti   | 16 oktober 2017   | 1.0 km  |
|   |                                              | Totaal:           | 27,3 km |